# لودفيج فادييف
لودفيج فادييف (بالروسية: Людвиг Дмитриевич Фаддеев)‏ (و. 1934 - ت. 26 فبراير 2017) كان عالم رياضيات سوفيتيًّا-روسيَّا. توصل لمعادلات فادييف (انظر معضلة الأجسام الثلاثة).

## الجوائز والتكريم
- جائزة شو (2008).[8]
- جائزة داني هينمان للفيزياء الرياضية (1975). [9]

## تعريب
1. ↑  (لودفيج فادييف): لودفيغ فادييف، لودفيگ فادييف.